# Wielki Ostry Groń
Wielki Ostry Groń (słow. Veľký Ostrý grúň, 1216 m) – niewybitny szczyt w Dolinie Zuberskiej w słowackich Tatrach Zachodnich. Znajduje się w grzbiecie oddzielającym Dolinę Przybyską od Kozińskiego Jaru. Grzbiet ten na polskiej mapie opisany jest jako Wielki Siwy Klin. Na mapie słowackiej szczyt ma nazwę Ostrý grúň. W przewodniku Tatry Zachodnie. Słowacja Wielki Ostry Groń jest dokładniej opisany jako Ostry Groń o wysokości 1200 m.
Na szczycie Wielkiego Ostrego Gronia grzbiet rozgałęzia się. Wielki Siwy Klin opada dalej w północnym kierunku, niżej przechodząc w Iwanów Wierch, w północno-zachodnim natomiast kierunku odgałęzia się inny, krótszy grzbiet tworzący wschodnie obramowanie dolnej części Kozińskiego Jaru. U podnóży tego północno-zachodniego ramienia znajduje się Zuberski Wapiennik, w którym dawniej wytapiano wapienie.
Wielki Ostry Groń jest całkowicie zalesiony. Obecnie cały rejon szczytu znajduje się na obszarze TANAP-u. Nieco poniżej szczytu, przez jego zachodnie stoki i północno-zachodnią grań prowadzi szlak turystyczny.

## Szlaki turystyczne
– żółty z Zuberca przez Wielki Ostry Groń na przełęcz Palenica Jałowiecka. Czas przejścia: 3:25 h, ↓ 2:40 h